# Elecciones federales de México de 2024 en Aguascalientes
Las elecciones federales de México de 2024 en Aguascalientes se llevarán a cabo el domingo 6 de junio de ese año, y en ellas se renovaran los siguientes cargos de elección popular:
- 3 diputados federales.[2] Miembros de la cámara baja del Congreso de la Unión. Tres elegidos por mayoría simple. Todos ellos electos para un periodo de tres años a partir del 1 de septiembre de 2024 con la posibilidad de reelección por hasta tres periodos adicionales.
- 3 senadores: Miembros de la cámara alta del Congreso de la Unión. 2 electos por mayoría relativa en fórmula y 1 por primera minoría, con la posibilidad de reelección al cargo para un periodo posterior inmediato.

## Organización

### Partidos Políticos
Los partidos políticos que participarán en esta elección son los 7 que cuentan con registro ante el INE; no participan los partidos políticos locales.

## Encuestas

### Por partido político
| Encuestadora   | Fecha de aplicación | Muestra | Margen de error |     |      |       | Otros | Ninguno/ No sabe |
| -------------- | ------------------- | ------- | --------------- | --- | ---- | ----- | ----- | ---------------- |
| Encuestadora   | Fecha de aplicación | Muestra | Margen de error |     |      |       | Otros | Ninguno/ No sabe |
| Massive Caller | 31 de marzo de 2024 | 1000    | +/- 3.4%        | 43% | 5.2% | 33.6% | 4.2%  | 14%              |

## Resultados
Diputados
| Distrito | Nombre                       | Partido |
| -------- | ---------------------------- | ------- |
| 1        | Humberto Ambriz Delgadillo   |         |
| 2        | Mónica Becerra Moreno        |         |
| 3        | Paulo Gonzalo Martínez López |         |

Senadores
| Estado         | Senador                       | Partido |
| -------------- | ----------------------------- | ------- |
| Aguascalientes | Juan Antonio Martín del Campo |         |
| Aguascalientes | María de Jesús Díaz Marmolejo |         |
| Aguascalientes | Nora Ruvalcaba Gámez          |         |